# Rocky
Rocky è un film del 1976 diretto da John G. Avildsen scritto e interpretato da Sylvester Stallone.
Si tratta della pellicola che ha reso Stallone, fino ad allora poco conosciuto, uno dei volti più amati di Hollywood vincendo per di più tre premi Oscar tra cui quello per il miglior film e miglior regia; sempre grazie a Rocky Stallone diviene il terzo uomo nella storia del cinema dopo Charlie Chaplin e Orson Welles a ricevere la nomination all'Oscar sia come sceneggiatore che come attore per lo stesso film.
Realizzato in appena ventotto giorni con un budget di 1,1 milioni di dollari, ne incassò al botteghino 225 dando vita ad una fortunatissima serie composta da cinque sequel (Rocky II, Rocky III, Rocky IV, Rocky V e Rocky Balboa) e tre spin-off (Creed - Nato per combattere, Creed II e Creed III).
Nel 1998 l'American Film Institute l'ha inserito al settantottesimo posto della classifica dei migliori cento film statunitensi di tutti i tempi mentre dieci anni dopo, nella lista aggiornata, è salito al cinquantasettesimo posto; nel 2006 è stato scelto per la preservazione nel National Film Registry della Biblioteca del Congresso mentre nell'agosto 2015 la rivista Rolling Stone lo mette al secondo posto della classifica dei migliori film sportivi della storia del cinema.
Rocky è anche considerato uno spartiacque per la tecnologia cinematografica, soprattutto grazie all'utilizzo della prima steadicam.

## Trama
Filadelfia, Novembre 1975. Rocky Balboa è un pugile professionista italo-americano trentenne che, nonostante le buone qualità, non riesce a sfondare a causa dello scarso impegno; per questo il suo allenatore Mickey Goldmill gli sequestra l'armadietto per lasciarlo a qualcuno di più promettente. 
Rocky vive nella malfamata periferia della città, abita in un piccolo monolocale fatiscente e si mantiene facendo l'esattore per conto di Tony Gasco, un gangster della zona; il suo migliore amico è Paulie Pennino, fratello maggiore della timidissima Adriana. Ogni giorno Rocky cerca di attaccare bottone con Adriana senza successo finché, il Giorno del ringraziamento, Paulie costringe la sorella ad uscire con Rocky. Dopo essere andati a pattinare sul ghiaccio, Rocky la porta a casa sua e dopo aver passato la notte assieme, i due si fidanzano.
Nel frattempo l'imbattuto campione dei pesi massimi Apollo Creed decide di festeggiare in grande stile il bicentenario della nascita degli Stati Uniti mettendo in palio il titolo a Filadelfia; il suo avversario numero uno è infortunato e per questo decide di dare una possibilità ad un pugile sconosciuto della città. Tra tutti i nomi che passa in rassegna rimane colpito dal soprannome di Rocky, "Lo stallone italiano", e decide di sfidarlo; avuta la notizia, Rocky riceve la visita di Mickey, che si propone come suo manager e allenatore: Rocky inizialmente rifiuta l'offerta, dando sfogo alla rabbia che nutre da anni nei suoi confronti per non essere mai stato considerato, ma poco dopo accetta. 
La notte prima dell'incontro Rocky, dopo aver visitato l'arena dove si terrà l'incontro, torna a casa da Adriana e le confessa che il suo vero obiettivo sarà rimanere in piedi fino all'ultimo round, cosa che nessun avversario di Apollo è mai riuscito a fare, per dimostrare a sé stesso di essere davvero qualcuno. Quella che doveva essere poco più di un'esibizione si trasforma in una vera e propria guerra tra i due pugili (addirittura, alla prima ripresa, Rocky riesce a mettere al tappeto il campione) che si protrae per tutte le quindici riprese, al termine delle quali Creed conserva il titolo per decisione contrastata dei giudici. Rocky, dopo aver allontanato i giornalisti e incurante del verdetto finale, chiama a gran voce Adriana che lo raggiunge sul ring: i due si abbracciano e si dichiarano il loro amore.

## Produzione

### Sceneggiatura

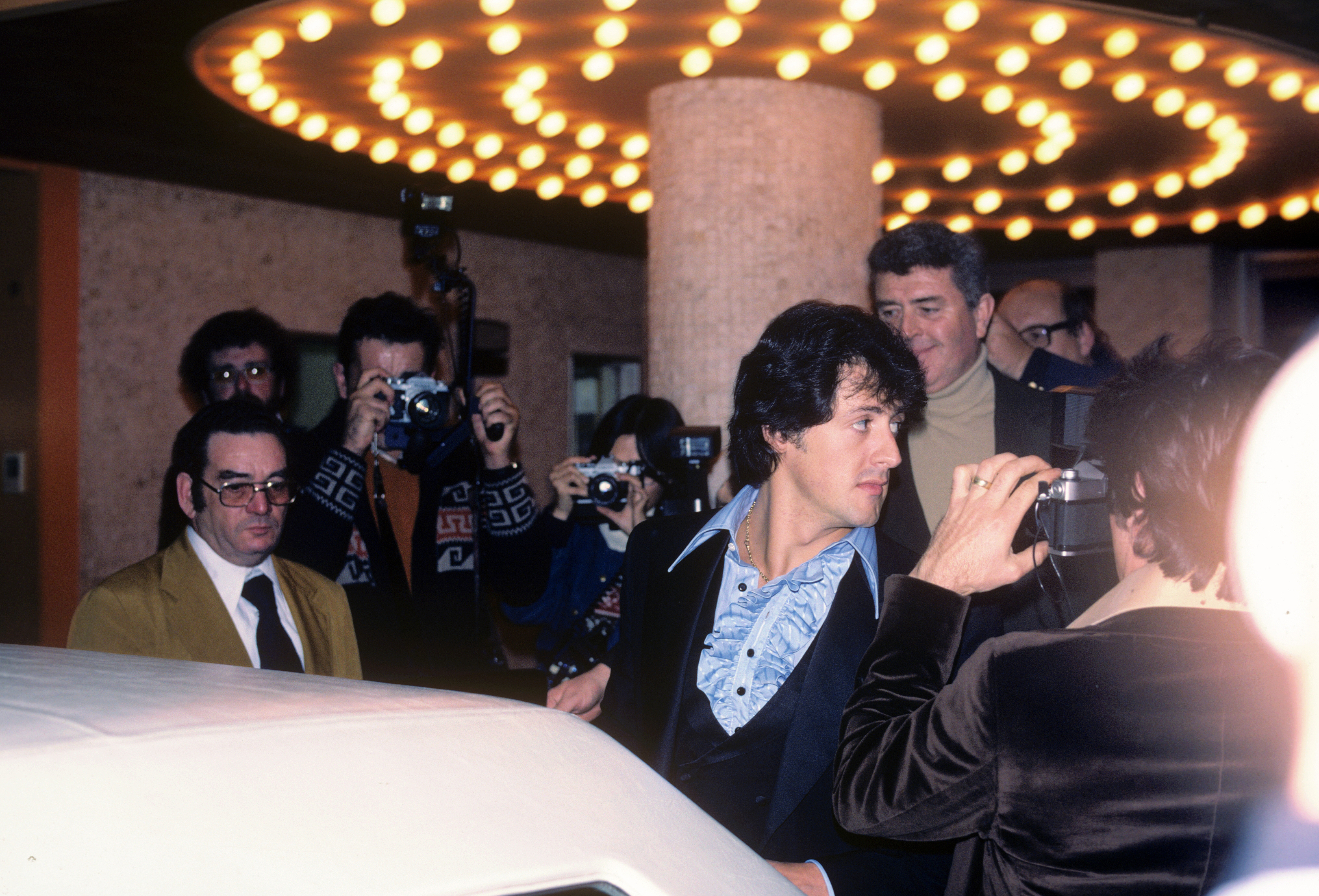
Sylvester Stallone, attore, sceneggiatore e creatore di Rocky, in una foto ai premi Oscar 1978.

Nel 1974 Stallone tentò di pubblicare un romanzo che aveva scritto anni prima, Paradise Alley ma non riuscì a trovare alcun editore disposto a pubblicarlo. Da questo romanzo Stallone trasse una sceneggiatura, che non ebbe il successo sperato; tuttavia Robert Chartoff e Irwin Winkler, i produttori cui venne presentata la sceneggiatura dopo un provino come attore andato male, si mostrarono interessati ad eventuali idee simili da parte di Stallone. Stallone scrisse così la sceneggiatura di Rocky in soli tre giorni dopo aver assistito, il 24 marzo 1975, all'incontro di boxe tra il campione del mondo in carica, Muhammad Ali, e un pugile semisconosciuto, Chuck Wepner, organizzato dal manager Don King. L'incontro, sebbene alla fine vinto dal campione, è rimasto famoso nella storia pugilistica per aver visto Ali più volte in seria difficoltà, addirittura al tappeto durante la nona ripresa. Wepner riuscì a resistere fino al K.O. subito durante la quindicesima ed ultima ripresa. La resistenza di Wepner colpirà profondamente Stallone per la scrittura di questa prima sceneggiatura di circa 90 pagine che rappresentava, a detta sempre dello stesso Stallone, circa il 10% della sceneggiatura definitiva. Stallone rende il protagonista, ovvero Rocky, un personaggio cupo, un antieroe che era a quel tempo quello preferito del momento. Dopo essersi consultato con la sua prima moglie, Stallone preferì modificare il personaggio rendendolo meno sgradevole, grezzo e impenitente. Durante un nuovo provino con i produttori Winkler e Chartoff, Stallone rivela di essere, oltre che attore, anche uno sceneggiatore di talento e riesce a convincere i produttori a dare uno sguardo alla sua nuova sceneggiatura. I produttori rimangono subito colpiti da Rocky e propongono a Stallone un'offerta notevole e una crescente somma di denaro (360.000 dollari).

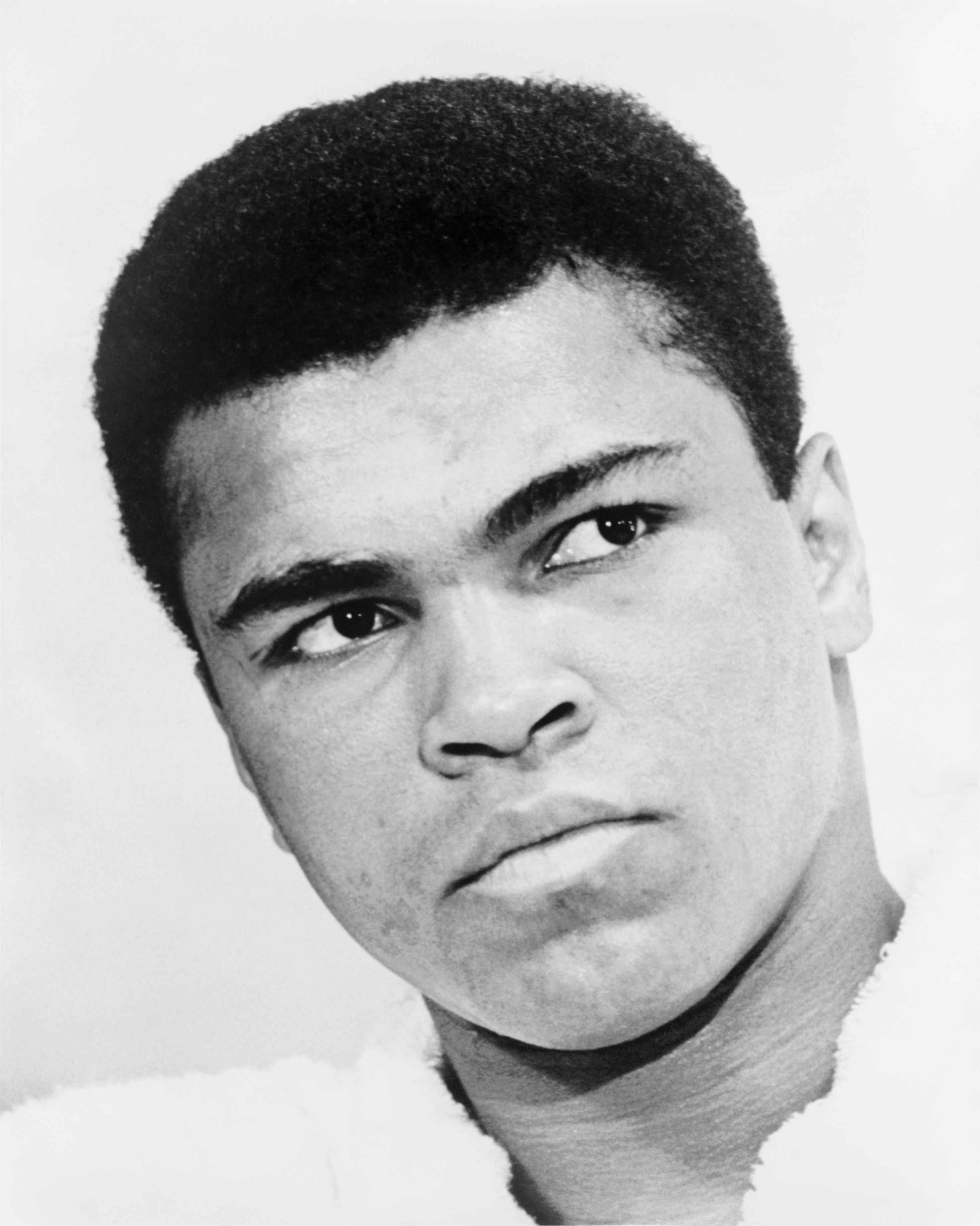
Il pugile Muhammad Ali ha ispirato Stallone per la creazione, nella sua trasposizione cinematografica, del pugile di colore Apollo Creed, interpretato da Carl Weathers. Inoltre, Ali è apparso alla premiazione degli Oscar accanto a Stallone, improvvisando un breve incontro sul palco con quest'ultimo.

Durante le riprese alcune scene o parti integrali della sceneggiatura originale sono state alterate. Altre sono state persino improvvisate a causa del modesto budget di cui disponeva la produzione. Nella prima sceneggiatura, molto più cupa, Mickey era un razzista e Rocky decideva di abbandonare l'incontro per non diventare parte del mondo del pugilato. La scena in cui Rocky vede il suo disegno sul poster con i pantaloncini sbagliati è in realtà un errore della produzione che non poteva correggerlo per via del poco budget. Per questo Stallone fu costretto ad improvvisare la scena. La scena del pattinaggio prevedeva circa 300 comparse e Rocky avrebbe dovuto pattinare anziché correre. Le scene di corsa sono tutte improvvisate, così come il lancio dell'arancia a Rocky durante il film mentre corre nelle vie del mercato italiano.
Stallone aveva scritto un finale alternativo, nel quale Rocky e Adriana si abbracciavano e si incamminavano verso lo spogliatoio. Il finale non venne considerato abbastanza soddisfacente da Stallone che decise di scartarlo. Tuttavia la scena fu comunque girata e utilizzata come manifesto del film.

### Casting
Dopo aver presentato la sceneggiatura ai produttori, Stallone capisce che se fosse dovuto entrare nella produzione avrebbe anche dovuto interpretare il ruolo del protagonista. I produttori furono subito in disaccordo con lui, in quanto pensavano per la parte a degli attori già consolidati come Robert Redford, Ryan O'Neal, Burt Reynolds e James Caan. Alla fine Stallone fu accontentato, dopo aver rifiutato di cedere lo script.
Per la parte di Adriana, i produttori scelsero Talia Shire poco prima dell'inizio delle riprese, in quanto era molto difficile trovare un'attrice adatta per il personaggio. Il provino piacque subito a Stallone, che scelse immediatamente la Shire, giudicandola perfetta per la parte. Per questo ruolo fu provinata anche l'attrice Susan Sarandon, scartata perché troppo bella per interpretare Adriana.
Per la parte di Apollo Creed, inizialmente era stato ingaggiato Ken Norton, ma questi abbandonò il film pochi giorni prima delle riprese per partecipare al concorso delle "superstar della ABC". Per la parte, allora, fu ingaggiato Carl Weathers (contemporaneamente con Talia Shire) che, a detta di Stallone, possedeva tutte le caratteristiche, sia fisiche che mentali, del personaggio di Apollo. Durante il provino di Weathers, lui e Stallone improvvisarono un breve combattimento.
Per la parte di Mickey Goldmill, la scelta cadde immediatamente su Burgess Meredith. Di Meredith Stallone spiegò che cercava un attore in grado di portare sul grande schermo "l'essere umano non realizzato". Meredith trasse ispirazione sui veri organizzatori e i manager del passato. Lavorò sulla ricerca di una voce iconica, e su una postura e camminata in accordo alla natura irrealizzata del personaggio, leggermente ingobbita, e anche su altri aspetti come distorcere il naso o cambiare voce.
Parecchi membri della famiglia Stallone sono stati coinvolti nella produzione: suo padre Frank è il cronometrista dell'incontro e suo fratello Frank Jr. ha una piccola parte (è il ragazzo che Rocky saluta per strada quando torna a casa sua per la prima volta con Adriana). Butkus (Birillo nel doppiaggio italiano), il vero cane di Stallone, ha partecipato al film ed è il cane che Adriana regala a Rocky.
Poco prima dell'inizio del match sul ring appare Joe Frazier, uno dei rivali di Apollo nel film, mentre nella realtà è stato uno dei rivali di Muhammad Ali, a cui appunto Apollo si ispira. I metodi di Rocky (correre su per le scale e picchiare la carne) sono ispirati ai metodi di allenamento di Frazier e per questo il pugile non è stato accreditato nel film.

### Riprese
Le riprese del film si svolsero interamente a Filadelfia e si conclusero in soli ventotto giorni. Le location frequenti nel film sono:
- la casa di Rocky al 1818 East Tusculum Street;
- la casa di Paulie e di Adriana fra il 2822 ed il 2824 di Rosehill St;
- il bar frequentato da Rocky e Paulie e la palestra di Mickey all'incrocio di N. Front Street ed E. Susquehanna Avenue;
- lo Spectrum sito al 3601 S Broad St.;
- il negozio di animali dove lavora Adriana al 2146 N. Front Street;
- il Philadelphia Museum of Art, al 2600 Benjamin Franklin Pkwy, location più importante e più famosa (e frequente) in Rocky e nei suoi sequel, dove Rocky raggiunge subito dopo la fine della corsa di allenamento.

Rocky fu il primo film in cui venne utilizzata la steadicam (seppure in una versione non ancora definitiva): ciò portò ad un maggior dinamismo nelle riprese (durante l'allenamento o all'interno della macelleria di Paulie) difficilmente realizzabili in un film a basso costo.

## Colonna sonora

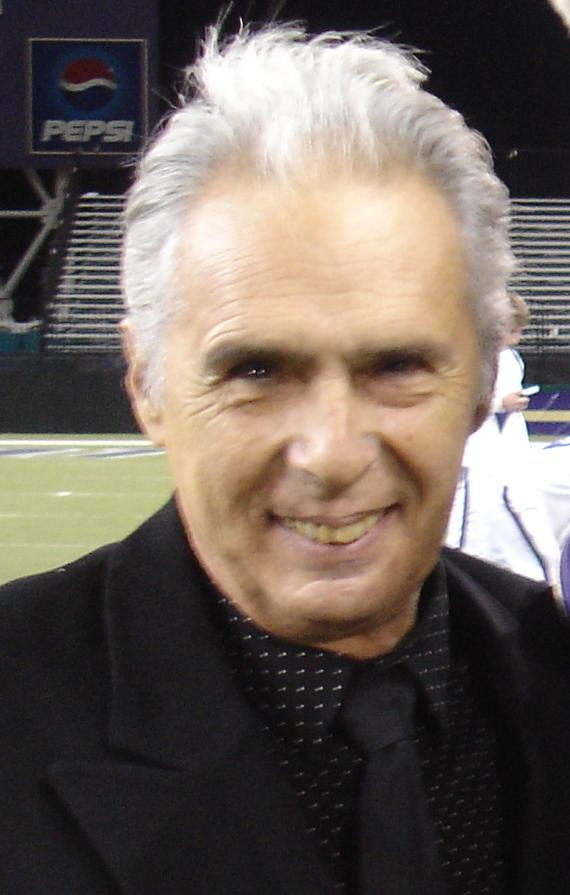
Il compositore Bill Conti

La colonna sonora fu composta da Bill Conti. La canzone del tema principale, Gonna Fly Now fu composta in una settimana dal 2 all'8 luglio 1976 e ricevette una nomination all'Oscar per la migliore canzone. Si classificò al primo posto in un sondaggio della rivista Billboard e al 58º su American Film Institute nella classifica delle "100 migliori canzoni".
La colonna sonora completa fu pubblicata nel 1977 da EMI su disco e cassetta. In seguito Bill Conti sarà anche il compositore dell'intera saga di Rocky, a eccezione del quarto film.

### Tracce
1. Gonna Fly Now – 2:48 – voci di DeEtta Little e Nelson Pigford
2. Philadelphia Morning – 2:22
3. Going the Distance – 2:39
4. Reflections – 3:19
5. Marines' Hymn/Yankee Doodle – 1:44
6. Take You Back – 1:49 – voce di Valentine
7. First Date – 1:53
8. You Take My Heart Away – 4:46 – voci di DeEtta Little e Nelson Pigford
9. Fanfare for Rocky – 2:35
10. Butkus – 2:12
11. Alone in the Ring – 1:10
12. The Final Bell – 1:56
13. Rocky's Reward – 2:02

## Distribuzione

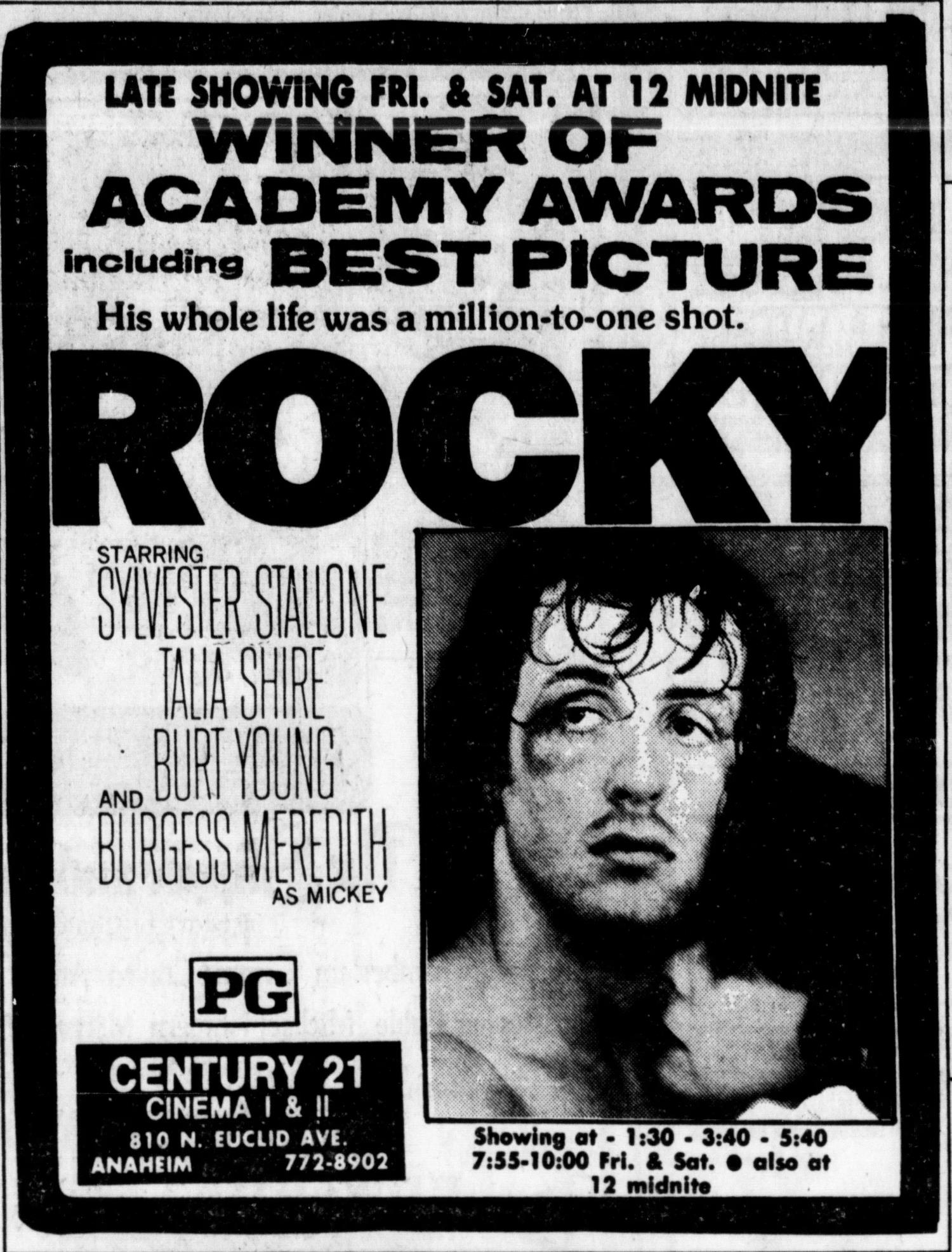
Pubblicità sullOrange County Register dell'aprile 1977

La pellicola è stata presentata in anteprima mondiale a New York il 21 novembre 1976.

### Data di uscita
Alcune date di uscita internazionali nel corso degli anni sono state:
- 3 dicembre 1976 negli Stati Uniti (Rocky)[28]
- 1º gennaio 1977 nel Regno Unito (Rocky)[29]
- 7 gennaio 1977 in Brasile (Rocky)
- 12 gennaio 1977 in Argentina (Rocky)[30]
- 17 marzo 1977 in Australia (Rocky)
- 23 marzo 1977 in Francia (Rocky)[31]
- 25 marzo 1977 in Italia[32]
- 1º aprile 1977 in Germania Ovest (Rocky)[33]
- 16 aprile 1977 in Giappone (ロッキー (映画))
- 25 aprile 1977 in Svezia (Rocky)
- 5 maggio 1977 in Messico (Rocky)
- 10 maggio 1977 in Norvegia (Rocky)
- 18 maggio 1977 nei Paesi Bassi (Rocky)
- 23 maggio 1977 in Spagna (Rocky)
- 12 agosto 1977 in Finlandia (Rocky)
- 10 novembre 1977 in Portogallo (Rocky)
- 28 dicembre 1978 in Ungheria (Rocky)

### Divieto
Il film è stato vietato ai minori di 12 anni in Brasile, Islanda, Paesi Bassi, Portogallo, Corea del Sud, e Germania Ovest; minori di 13 anni in Argentina; 14 in Cile e Peru; 15 in Norvegia e Svezia; 16 in Finlandia e Norvegia. Nel Québec è stato valutato G (General Audience), ovvero adatto per tutti, come in Italia (T), in Giappone (G), e in Messico (A). In Australia, Manitoba, Alberta, Singapore, Regno Unito, e Stati Uniti, la pellicola è stata classificata PG, ovvero che la visione del film da parte dei bambini è consigliata con la presenza di un adulto.

### Edizione italiana
Il doppiaggio italiano del film fu eseguito dalla S.A.S. e diretto da Gigi Proietti su dialoghi di Alberto Piferi. Nell'edizione italiana furono cambiati i nomi di Adrian (in italiano Adriana) e Gazzo (in italiano Gasco), oltre a quelli delle tartarughe Cuff e Link (cambiate in Tarta e Ruga) e del cane Butkus, ribattezzato Birillo.

## Accoglienza

### Incassi
Alla sua uscita nelle sale americane, il film ottenne un grande successo, incassando 225 milioni di dollari nel mondo (di cui oltre 117 milioni negli USA) contro un budget di soli 1,1 milioni. Fu il più alto incasso al botteghino del 1976. Nel giro di pochissimi mesi si rivela un successo di pubblico e critica, con tre Oscar vinti (miglior film, miglior regia e miglior montaggio) e ben dieci nomination (durante la premiazione per il miglior film Jack Nicholson annunciò i vincitori e i produttori, Irwin Winkler e Robert Chartoff, si avviano verso i due Oscar, accompagnati dall'attore Sylvester Stallone e dalla colonna sonora di Bill Conti), tra cui quelle per Stallone come miglior attore protagonista e miglior sceneggiatura, diventando la terza persona al mondo, dopo Chaplin e Orson Welles, ad avere queste due candidature nello stesso anno; inoltre vince il David di Donatello come miglior attore straniero.
Nel 1977 il film ottiene ben 3 statuette, competendo con Taxi Driver, Quinto potere, Tutti gli uomini del presidente e Questa terra è la mia terra . Oltre al premio per il miglior film, Rocky si aggiudica l'Oscar per la miglior regia e per il miglior montaggio.

### Critica
Al momento della sua uscita nel 1976, Roger Ebert di Chicago Sun-Times dà a Rocky quattro stelle e descrive Stallone come un "giovane Marlon Brando". Anche Box-Office Magazine tesse le lodi di Stallone come una nuova stella del cinema.
Vincent Canby, del New York Times, ha criticato invece l'interpretazione di Stallone, descrivendolo poco incisivo.
Frank Rich ha lodato il film, ma ha criticato fortemente la trama e lo script, definendoli pesanti, attribuendo inoltre la debolezza del film al regista Avildsen.
Andrew Sarris ha criticato il film, definendolo troppo vicino ai gangster, e ha parlato di uno Stallone simile a Terry Malloy.
Trent'anni dopo il film gode di una migliore reputazione e di nuove recensioni positive. Il sito Rotten Tomatoes ha riportato che il 94% delle recensioni professionali ha dato un giudizio positivo sul film, Almar Haflidason e la BBC hanno dato al film 5 stelle su 5, mentre Empire ha inserito il film nella lista dei "500 migliori film di tutti i tempi".
Nel 2020 il regista Quentin Tarantino posiziona Rocky al primo posto dei suoi film preferiti sulla boxe.

## Riconoscimenti
- 1977 - Premio Oscar
  - Miglior film a Irwin Winkler e Robert Chartoff
  - Migliore regia a John G. Avildsen
  - Miglior montaggio a Richard Halsey e Scott Conrad
  - Candidatura Miglior attore protagonista a Sylvester Stallone
  - Candidatura Miglior attrice protagonista a Talia Shire
  - Candidatura Miglior attore non protagonista a Burgess Meredith
  - Candidatura Miglior attore non protagonista a Burt Young
  - Candidatura Migliore sceneggiatura originale a Sylvester Stallone
  - Candidatura Migliore sonoro
  - Candidatura Miglior canzone (Gonna Fly Now) a Bill Conti, Carol Connors e Ayn Robbins
- 1977 - Golden Globe
  - Miglior film drammatico
  - Candidatura Migliore regia a John G. Avildsen
  - Candidatura Miglior attore in un film drammatico a Sylvester Stallone
  - Candidatura Miglior attrice in un film drammatico a Talia Shire
  - Candidatura Migliore sceneggiatura a Sylvester Stallone
  - Candidatura Miglior colonna sonora a Bill Conti
- 1978 - Premio BAFTA
  - Candidatura Miglior film
  - Candidatura Migliore regia a John G. Avildsen
  - Candidatura Miglior attore protagonista a Sylvester Stallone
  - Candidatura Migliore sceneggiatura a Sylvester Stallone
  - Candidatura Miglior montaggio a Richard Halsey e Scott Conrad
- 1977 - David di Donatello
  - Miglior attore straniero a Sylvester Stallone
- 2006 - National Film Preservation Board
  - National Film Registry inserito nella lista di film preservati nel National Film Registry
- 1977 - Kansas City Film Critics Circle Award
  - Miglior film
  - Miglior attore protagonista a Sylvester Stallone

- 1976 - National Board of Review Award
  - Migliori dieci film
  - Miglior attrice non protagonista a Talia Shire
- 1977 - New York Film Critics Circle Award
  - Miglior attrice non protagonista a Talia Shire
  - Migliori dieci film dell'anno
- 1976 - Los Angeles Film Critics Association Award
  - Miglior film
- 1978 - Awards of the Japanese Academy
  - Miglior film in lingua straniera
- 1977 - American Cinema Editors
  - Eddie Award per il Miglior montaggio a Richard Halsey e Scott Conrad
- 1976 - Directors Guild of America
  - DGA Award per il miglior regista e troupe di regia
- 1977 - National Society of Film Critics
  - Candidatura Miglior attrice non protagonista a Talia Shire
- 1977 - Writers Guild of America
  - Candidatura WGA Award per la miglior sceneggiatura originale a Sylvester Stallone
- 1978 - Blue Ribbon Awards
  - Miglior film straniero
- 1978 - Grammy Award
  - Miglior album per film o televisione
- 1978 - Kinema Junpo Awards
  - Miglior film straniero
  - Film preferito dal pubblico
- 1988 - ASCAP Film and Television Music Awards
  - Most Performed Feature Film Standards
- 2009 - Satellite Award
  - Candidatura per il Miglior Blu-Ray nel complessivo insieme a tutti i film della saga per il cofanetto[47]

Nella classifica dei 500 migliori film della storia, redatta dalla rivista britannica Empire, il film si posiziona al 370º posto.
Nel 2006 la National Film Preservation Board inserisce Rocky nella National Film Registry tra le pellicole da conservare nella biblioteca del Congresso.

### AFI'S 100 Years
Secondo le liste AFI's 100 Years, che rendono omaggio ai migliori film statunitensi di tutti i tempi, Rocky è situato in ben 7 liste diverse.
Per quanto riguarda il film in questione, Rocky è in quattro liste diverse: 
- Nella lista dei cento migliori film della storia degli Stati Uniti, è 78° nel 1998 e 57° nel 2007.

- Nella lista dei cento film più coinvolgenti e avvincenti, è in 52ª posizione.
- La pellicola è arrivata ai piedi del podio, 4ª posizione, nella lista dei 100 film più commuoventi della storia del cinema.
- Secondo le 10 liste sui 10 migliori film per genere, Rocky è medaglia d'argento nella lista dei film sportivi.

Per quanto riguarda canzoni, personaggi e altri contenuti rilevanti del film, Rocky è presente in tre liste:
- Nelle liste sui migliori eroi e cattivi della storia, Rocky Balboa si posiziona 7º tra i migliori eroi.
- La canzone colonna portante del film, Gonna Fly Now, composta da Bill Conti, si è aggiudicata la 58ª posizione nella lista delle 100 migliori canzoni della storia del cinema.
- La battuta Oh, Adriana!, pronunciata da Sylvester Stallone, è giunta in 80ª posizione nella lista sulle migliori citazioni della storia del cinema.

## Romanzo
All'uscita del film, una trasposizione letteraria della pellicola fu scritta da Rosalyn Drexler sotto lo pseudonimo di Julia Sorel. Pubblicato in originale da Ballantine Books, in Italia fu edito da Mondadori nel 1977, tradotto da Bruno Oddera.

## Adattamento per il musical
In Italia da Luglio 2022 fino a Luglio 2025 vi è stato anche un musical in giro per i teatri di tutta Italia con protagonista l'attore e cabarettista Pierpaolo petrelli nei panni di Rocky.